# André Gardère
André Gardère (Gérardmer, 8 maggio 1913 – Parigi, 16 febbraio 1977) è stato uno schermidore francese, vincitore di una medaglia d'argento nella scherma ai giochi olimpici.
Era il fratello di Édouard Gardère.